# Balcunqueiro
Balcunqueiro (En gallego y oficialmente Valcunqueiro) es una aldea española del municipio de Puerto del Son, La Coruña, Galicia. Pertenece a la parroquia de Goyanes.
Está situada en el norte del municipio a 46 metros de altura y a 7,4 kilómetros de la capital municipal. Las localidades más cercana es Portosín y Campanario, estando rodeada en su totalidad por esta villa. En 2021 tenía una población de 24 habitantes (15 hombres y 9 mujeres).